# 워크 오브 아트
《워크 오브 아트》는 2010년부터 2011년까지 미국에서 방송된 아티스트 서바이벌 프로그램이다.